# Korea na Zimowych Igrzyskach Olimpijskich 2018
Korea na Zimowych Igrzyskach Olimpijskich 2018 – kadra sportowców z Korei Południowej i Korei Północnej, którzy wystąpili na Zimowych Igrzyskach Olimpijskich 2018 w Pjongczangu pod Flagą Zjednoczenia. Liczyła 35 zawodników.
Oba państwa koreańskie wystawiły wspólną reprezentację w hokeju na lodzie kobiet. W skład kadry weszły 23 Koreanki z Południa i 12 Koreanek z Północy.
Zgodnie z postanawianiami w każdym meczu mogło być wystawione 22 zawodniczki, w tym co najmniej 3 z Korei Północnej. Selekcjonerem drużyny był trener reprezentacji Korei Południowej. Jako hymn była wykonywana koreańska pieśń ludowa Arirang.

## Powstanie reprezentacji
Prezydent Korei Południowej Moon Jae-in podczas mistrzostw świata w taekwondo w Muju wystosował do północnokoreańskiej delegacji propozycję dokooptowania do południowokoreańskiej olimpijskiej reprezentacji w hokeju na lodzie kobiet zawodniczek z Północy.
20 stycznia 2018 podczas spotkania MKOl-u, Komitetu Olimpijskiego Korei Południowej, Komitetu Olimpijskiego Korei Północnej oraz komitetu organizacyjnego igrzysk w Pjongczangu podpisano deklerację, której jeden z punktów stanowi o wystawieniu wspólnej reprezentacji obu Korei w hokeju kobiecym. Połączenia reprezentacji dokonano mimo dezaprobaty wyrażonej przez zawodniczki z Południa.

## Skład reprezentacji

### Hokej na lodzie
- reprezentacja kobiet - 4. miejsce w grupie, brak awansu do ćwierćfinału; ostatecznie 8 miejsce w turnieju